# Ignacy Łukasiewicz
Ignacy Łukasiewicz, poljski farmacevt, inženir, izumitelj in poslovnež, * 8. marec 1822, Zaduszniki, Avstrijsko cesarstvo (zdaj Podkarpatsko vojvodstvo, Poljska), † 7. januar 1882, Chorkówka, Avstro-Ogrska.
Velja za enega od pionirjev sodobne naftne industrije, ki je s sodelavcem Janom Zehom razvil postopek za učinkovito destilacijo kerozina iz surove nafte in iznašel učinkovito ter varno kerozinsko svetilko. Kasneje je s partnerji postavil prvo sodobno naftno vrtino in ustanovil podjetje, ki je zgradilo prvo rafinerijo nafte na svetu.

## Življenje
Rodil se je na jugovzhodnem delu današnje Poljske, ki je bil v 19. stoletju pod avstrijsko oblastjo, v obubožani plemiški družini. Zaradi finančnih težav ni končal srednje šole, namesto tega se je zaposlil kot pomočnik lekarnarja v Łańcutu. Kot mladenič se je udeležil odporniškega gibanja, zaradi česar so ga oblasti med leti 1846 in 1847 zaprle v Lvovu, naslednjih nekaj let pa je bil pod policijskim nadzorom. Po izpustitvi iz zapora je delal v lekarni P. Mikolascha, ki mu je omogočil šolanje na Univerzi v Krakovu. Od tam se je prepisal na Univerzo na Dunaju, kjer je diplomiral leta 1852 pod mentorstvom Josefa Redtenbacherja.
Tega leta sta ga dva trgovca prosila, če bi lahko poskusil zgostiti surovo nafto, ki so jo takrat uporabljali kot mazivo, sam pa je že prej brez uspeha raziskoval njene morebitne zdravilne lastnosti. S segrevanjem s postopkom frakcionirne destilacije, ki ga je razvil s sodelavcem J. Zehom, je dobil bistro tekočino, ki jo je hotel uporabiti kot gorivo za svetilko, a se je prvi poskus končal z eksplozijo. Zato je z lokalnim kovačem Bratkowskim izdelal varnejšo konstrukcijo, ki se je izkazala za izjemno uporabno. Še pred koncem 1853 je njun izum med drugim razsvetljeval bolnišnico v Lvovu, praško mestno hišo in prostore avstrijske Severne železnice. Decembra tega leta sta Łukasiewicz in Zeh prejela avstrijski patent za pridobivanje kerozina.
Łukasiewicz se je nato, opogumljen z uspehom, preusmeril v iskanje nafte. V Bóbrki pri kraju Krosno je leta 1854 s partnerjem Tytusom Trzecieskim postavil prvo naftno vrtino. Tam so našli v globini 18 metrov bogato nahajališče in kmalu pridobivali 2400–4000 litrov nafte na dan. Leta 1856 so z Wiktorjem Klobasso ustanovili podjetje, ki je v Ulaszowicah postavilo prvo rafinerijo nafte na svetu in kasneje še več drugih, kjer so poleg nafte proizvajali maziva, olja in katran. Njegova tehnologija je bila nekaj let pred ameriško in jo je brez zadržkov razkazoval tujim obiskovalcem. Po eni od anekdot so mu predstavniki podjetja Standard Oil Company v zameno ponudili 20-odstotno udeležbo pri dobičku, a jo je odklonil, rekoč: »Imam dovolj denarja«. Po njegovi zaslugi je pokrajina Galicija v začetku 20. stoletja proizvajala več kot pet odstotkov vse svetovne nafte, nato pa so bile zaloge izčrpane.
Za napredek panoge je Łukasiewicz leta 1877 organiziral naftni kongres v Lvovu in soustanovil stanovsko društvo v Gorlicah, aktiven pa je bil tudi pri razvoju pravnega okvirja za naftno industrijo, ki ga je galicijski državni svet sprejel leta 1881. Za delavce v svojih obratih je organiziral bratovščine in jim zagotavljal zdravstveno oskrbo ter pokojnine, poleg tega je financiral gradnjo cest, šol, bolnišnic in drugih ustanov po pokrajini. Obstajajo indici, da je finančno podprl januarsko vstajo in skrbel za begunce v Galiciji. En mandat je bil poslanec v državnem svetu (Sejmu) Galicije.
Umrl je nenadoma, za pljučnico v vasi Chorkówka pri Krosnem.